# Cyclaulacidea matilei
Cyclaulacidea matilei är en stekelart som beskrevs av Claire Villemant och Simbolotti 2000. Cyclaulacidea matilei ingår i släktet Cyclaulacidea och familjen bracksteklar. Inga underarter finns listade i Catalogue of Life.